# Florence (stad)
Florence of Firenze is een stad in Italië. Het is de hoofdstad van de regio Toscane en de metropolitane stad Florence. De stad telt circa 382.000 (2017) inwoners en ligt aan de rivier de Arno. Het is de bakermat van de renaissance en daarmee een van de bekendste cultuursteden van Europa. Florence was van 1865 tot 1871 de hoofdstad van het Koninkrijk Italië.

## Geschiedenis
Florence werd in het jaar 59 v.Chr. gesticht door Julius Caesar als nederzetting voor afgezwaaide Romeinse soldaten onder de naam 'Florentia' (Latijn voor 'bloei'). De stad werd opgezet als een militair Romeins kamp, wat nog altijd te zien is aan het rechthoekige stratenplan met de bij het huidige Piazza della Repubblica elkaar kruisende cardo en decumanus. Gelegen aan de Via Cassia, de hoofdroute tussen Rome en het noorden, en in de vruchtbare vallei van de Arno werd de nederzetting al snel een belangrijk commercieel centrum. Keizer Diocletianus maakte Florence tot hoofdstad van de zevende regio, die Toscane en Umbrië omvatte. Na de Romeinse periode werd de stad vaak het slachtoffer van de strijd in de Gotische Oorlog tussen de Ostrogoten en het Byzantijnse Rijk waardoor de bevolking tot een magere 1000 inwoners terugviel. Tijdens de bezetting door de Longobarden in de 6e eeuw herstelde de stad en begon zelfs weer te groeien. Karel de Grote veroverde de stad in 774 en maakte haar onderdeel van het hertogdom Toscane met als hoofdstad Lucca. De bevolking groeide nog meer en de handel floreerde toen Florence rond het jaar 1000 de hoofdstad werd van Toscane. Toen aartsrivaal Pisa in belang achteruitging kreeg Florence nog meer belang als handelscentrum en begonnen de Florentijnse kooplieden en bankiers zelfs handelsnetwerken en filialen op te zetten in o.a. Vlaanderen en Engeland.
De Florentijnse Republiek bestond van 1115 tot 1531. In de nadagen van de republiek bekleedde Niccolò Machiavelli belangrijke functies in de politiek maar moest met lede ogen aanzien hoe Florence en andere stadstaten hun macht lieten afbrokkelen. In ballingschap schreef hij zijn beroemdste werk, Il principe. De stad werd vanaf 1434 geregeerd door het bankiersgeslacht Medici, van wie de meesten een grote belangstelling hadden voor schilderkunst, beeldhouwkunst, architectuur en literatuur. Sinds de 15e eeuw werd Florence, mede door de Medici, een belangrijk financieel centrum. Het belang van Florence als handelsstad blijkt onder meer uit het feit dat de plaatselijke munt, de fiorino d'oro of gouden florijn, zijn naam leende aan veel andere munten, zoals de Hongaarse forint en de Nederlandse gulden, die aanvankelijk ook gulden (= gouden) florijn heette. De bankiers financierden voor een groot deel de middeleeuwse Europese handel en industrie en de huurlegers van de koningen. Via huwelijken met de Europese aristocratie waren nakomelingen van de Medici koning of koningin van o.a. Frankrijk, Schotland en Spanje en leverden ze ook verschillende pausen. De Medici regeerden vanaf de 15e eeuw tot 1737 toen de laatste machthebbende Medici kinderloos stierf. Tot 1799 werd de stad bestuurd door de Habsburgers, waarna het bestuur werd overgenomen door de Fransen tot 1814. In 1814 kwamen de Habsburgers terug. Zij werden echter verdreven in 1859. Vanaf dat moment hoorde Florence bij het Italiaanse koninkrijk en was tussen 1865 en 1871 de hoofdstad van het land in de periode dat Italië nog niet helemaal herenigd was (zie Risorgimento). Nadat de Italiaanse troepen ten slotte ook de Kerkelijke Staat hadden veroverd werd Rome de hoofdstad van Italië.
Florence is in zijn geschiedenis diverse malen getroffen door extreme overstromingen van de rivier de Arno. De laatste grote overstroming vond plaats op vrijdagochtend 4 november 1966. Delen van de stad werden bedolven onder een soms wel metershoge stroom water en modder. Vijfendertig mensen verloren daarbij het leven en duizenden boeken en kunstwerken werden onherstelbaar beschadigd. De vrijwilligers die vanuit de hele wereld kwamen helpen om de kunstschatten te redden, werden de Angeli del fango of Mud Angels ("Engelen van de modder") genoemd.

## Renaissancestad
Florence is de meest uitgesproken renaissancestad van Italië. Nergens anders in Italië bevinden zich zoveel gebouwen en kunstwerken uit deze periode. Beroemde renaissancekunstenaars als Sandro Botticelli, Leonardo da Vinci en Michelangelo Buonarroti brachten een deel van hun leven door in de stad en deel van hun werken zijn in de stad te bezichtigen. De bouw van de Duomo werd begonnen door Arnolfo di Cambio in 1296, voortgezet door Giotto di Bondone, waarna Filippo Brunelleschi (1420-1436) de koepel plaatste. Ingewijd werd ze door paus Eugenius IV in 1436. Palazzo Vecchio werd eveneens ontworpen door di Cambio en voornamelijk gebouwd tussen 1298 en 1314. Het paleis werd bewoond door de familie de Medici totdat Cosimo I zijn zetel naar het Palazzo Pitti verplaatste. Met de Carmine-kerk werd begonnen (1268) in romano-gotische stijl. Na de brand in 1771 die een groot deel van het complex verwoestte, werd de kerk - waarvan de Corsini-kapel en een deel van de Brancacci-kapel behouden bleven, nieuw gebouwd met als grondslag een Latijns kruis. De oude St. Laurentius-basiliek stamt uit het jaar 393 en werd in de 11e eeuw in romaanse stijl vernieuwd, en later in renaissancestijl verbouwd door Brunelleschi, in opdracht van de Medici.

## Klimaat
| Maand                  | jan  | feb  | mrt  | apr  | mei  | jun  | jul  | aug  | sep  | okt  | nov  | dec  | Jaar |
| ---------------------- | ---- | ---- | ---- | ---- | ---- | ---- | ---- | ---- | ---- | ---- | ---- | ---- | ---- |
| Gemiddeld maximum (°C) | 10,1 | 13,0 | 17,9 | 22,0 | 26,4 | 30,3 | 33,1 | 32,6 | 27,6 | 22,1 | 15,9 | 12,3 | 22   |
| Gemiddeld minimum (°C) | 1,8  | 3,9  | 7,0  | 10,7 | 14,3 | 16,7 | 18,0 | 18,3 | 16,2 | 11,0 | 5,9  | 2,4  | 10,5 |
|                        |      |      |      |      |      |      |      |      |      |      |      |      |      |
| Neerslag (mm)          | 73   | 69   | 80   | 78   | 73   | 55   | 28   | 40   | 78   | 88   | 111  | 91   | 912  |
| Bron: WeerOpReis.com   |      |      |      |      |      |      |      |      |      |      |      |      |      |

## Cultuur

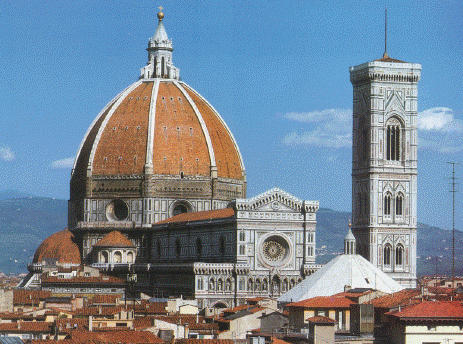
Duomo, Santa Maria del Fiore

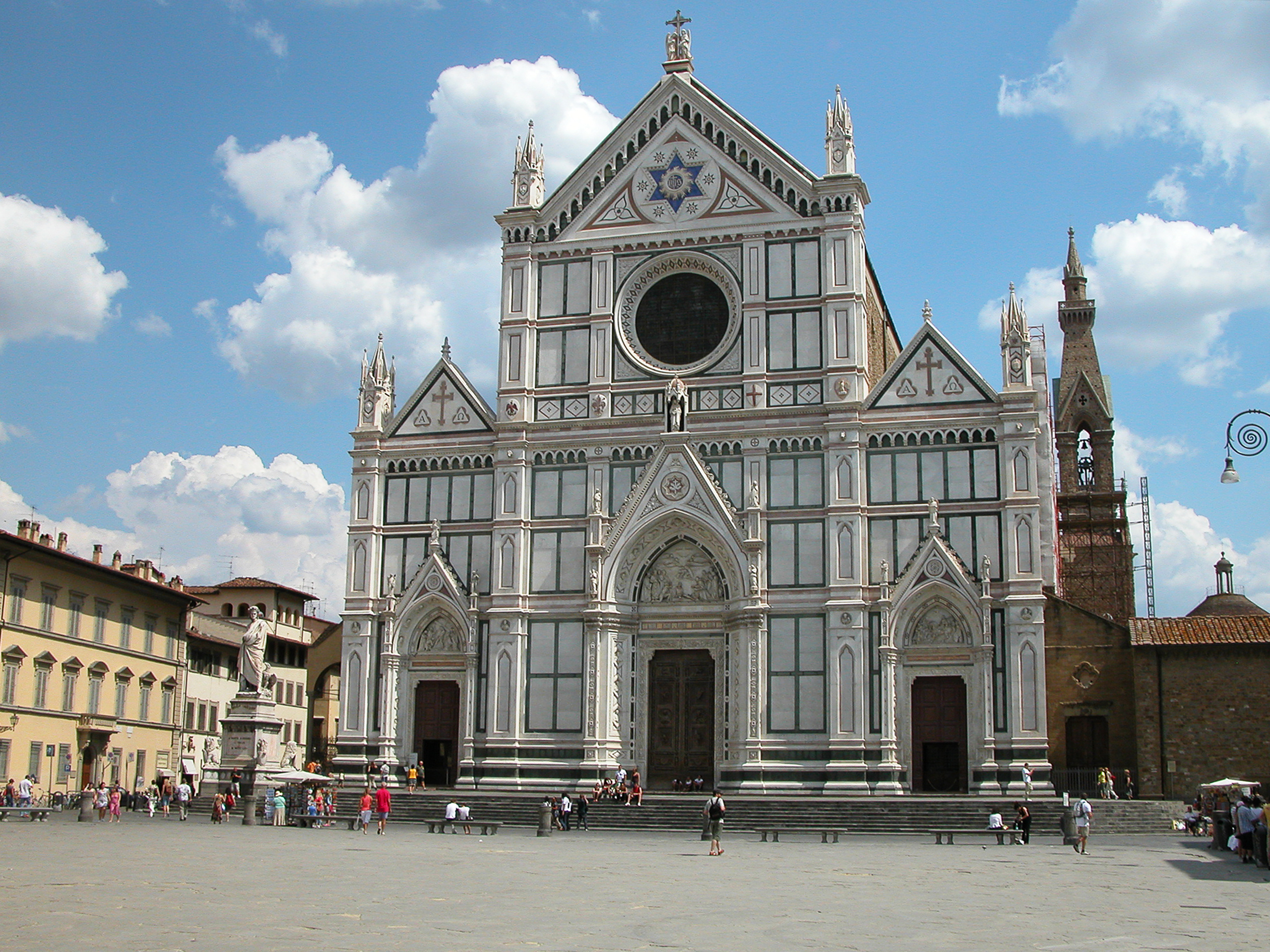
Santa Croce

### Bezienswaardigheden

#### Kerken
- Santa Maria del Fiore, ook bekend als Duomo (dom)
- Het baptisterium bij de Duomo met beroemde bronzen deuren
- Basilica San Lorenzo
- Santa Maria del Carmine met de kapel La Capella Brancacci
- Santa Maria Novella
- Santa Croce met de Pazzi-kapel
- Orsanmichele
- San Miniato al Monte
- Santo Spirito

#### Brug
- Ponte Vecchio (oude brug), die is gebouwd in 1345, en de Corridoio Vasariano, die ontworpen is in 1565, trekken veel toeristen. De brug is kenmerkend door bovengenoemde corridor en de vele winkels op de brug.

#### Paleizen

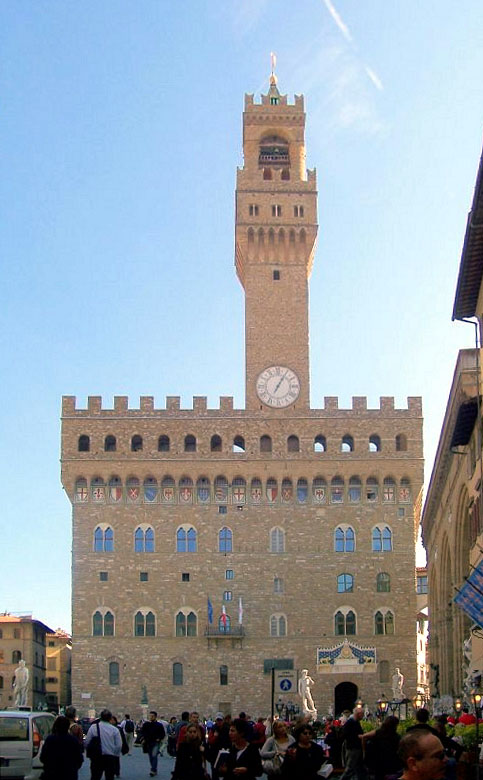
Palazzo Vecchio

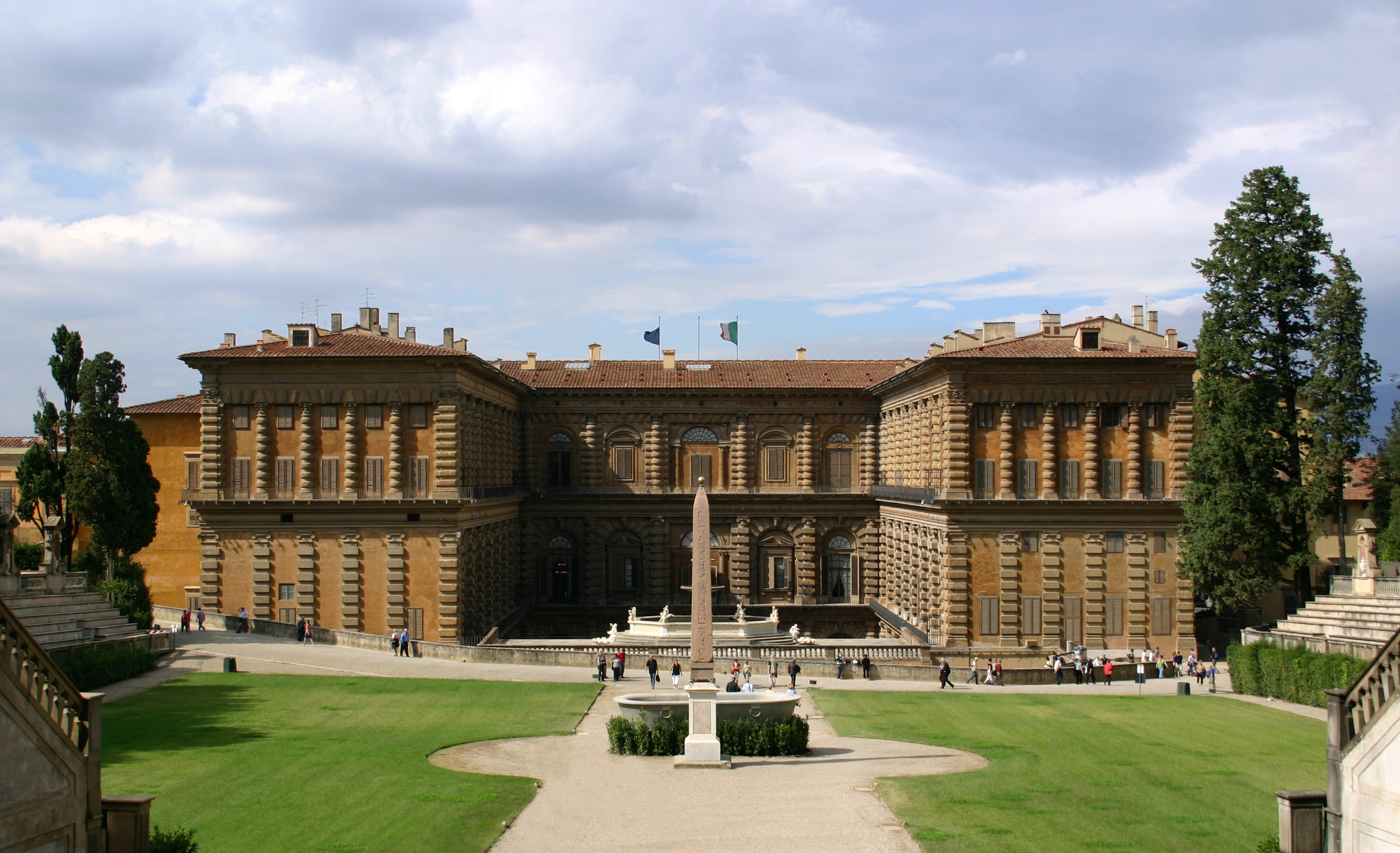
Tuinzijde van Palazzo Pitti met Galleria Palatina

- Palazzo Vecchio
- Palazzo Pitti
- Palazzo Medici-Riccardi
- Palazzo Giugni

#### Pleinen
- Piazza della Signoria waar vele klassieke beelden staan (onder andere een replica van het beroemde beeld van David)
- Piazzale Michelangelo, boven op een heuvel met mooi uitzicht
- Piazza SS. Annunziata, met de fontein Pietro Tacca omringd door drie zuilengangen
- Piazza della Repubblica
- Piazza Santa Croce

#### Musea
- Uffizi, (net als het Palazzo Vecchio gelegen aan het Piazza della Signoria), een van de beroemdste kunstmusea van de wereld met zeer veel werken van Italiaanse primitieven en renaissanceschilders
- Galleria dell'Accademia, met onder andere een aantal beroemde beeldhouwwerken, waaronder Michelangelo's 'David'
- Palazzo Pitti met Galleria Palatina met onder andere de collectie van de Medici-familie, liggend aan de Boboli-tuinen
- Bargello, zich concentrerend op beeldhouwwerk
- Galleria d'Arte Moderna
- Archeologisch Museum: Museo archeologico nazionale di Firenze
- Buonarroti-Huis (met werken van Michelangelo)
- Giardino dei Semplici, botanische tuin
- Museo di San Marco
- Museo della Casa Fiorentina Antica in het Palazzo Davanzati
- Museo Galileo, voorheen Istituto e Museo di Storia della Scienza, voornamelijk gewijd aan Galileo Galilei
- Muziekinstrumentenmuseum

#### Overige bezienswaardigheden
- De Campanile van Giotto (klokkentoren) van de Duomo
- De Loggia dei Lanzi
- Piazza della Libertà, een triomfboog
- Boboli-tuinen, aangelegd voor de familie Medici
- Biblioteca Nazionale Centrale (1911-1935)
- Biblioteca Medicea Laurenziana bij de basiliek van San Lorenzo
- Fortezza da Basso
- Forte di Belvedere
- De Sinagoga di Firenze, een van de grootste synagogen van Zuid-Centraal-Europa

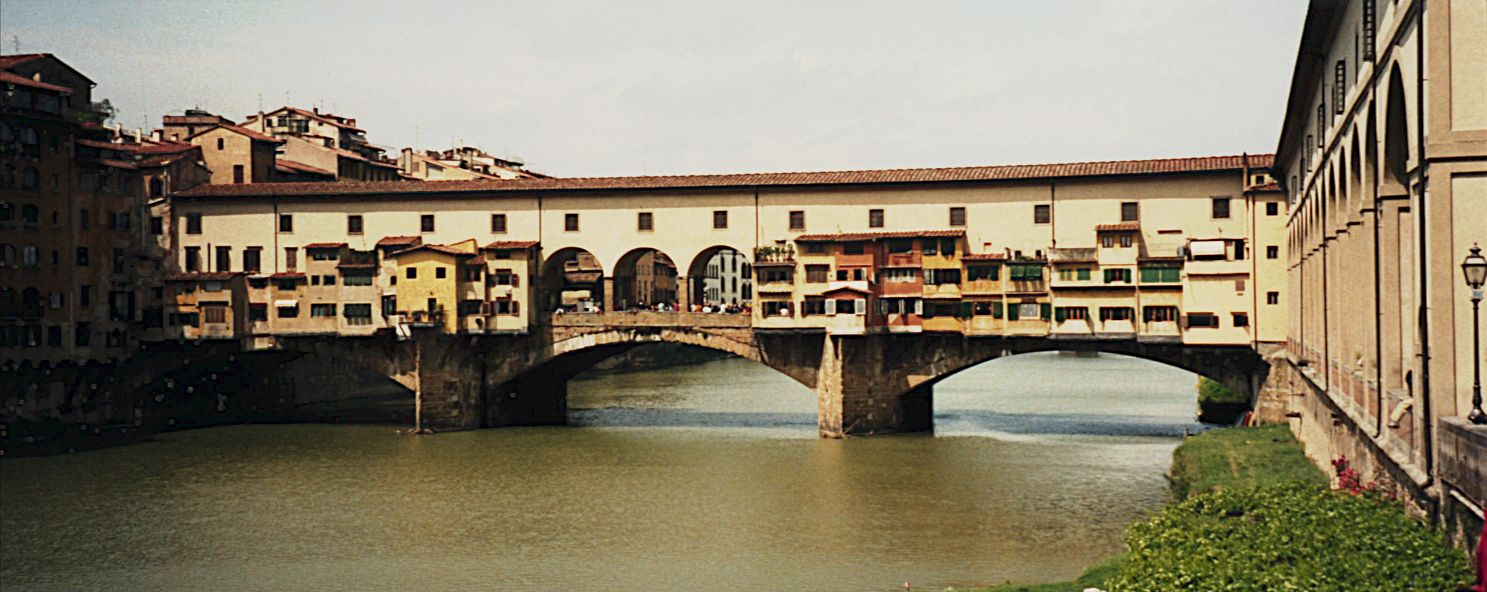
Ponte Vecchio over de rivier de Arno
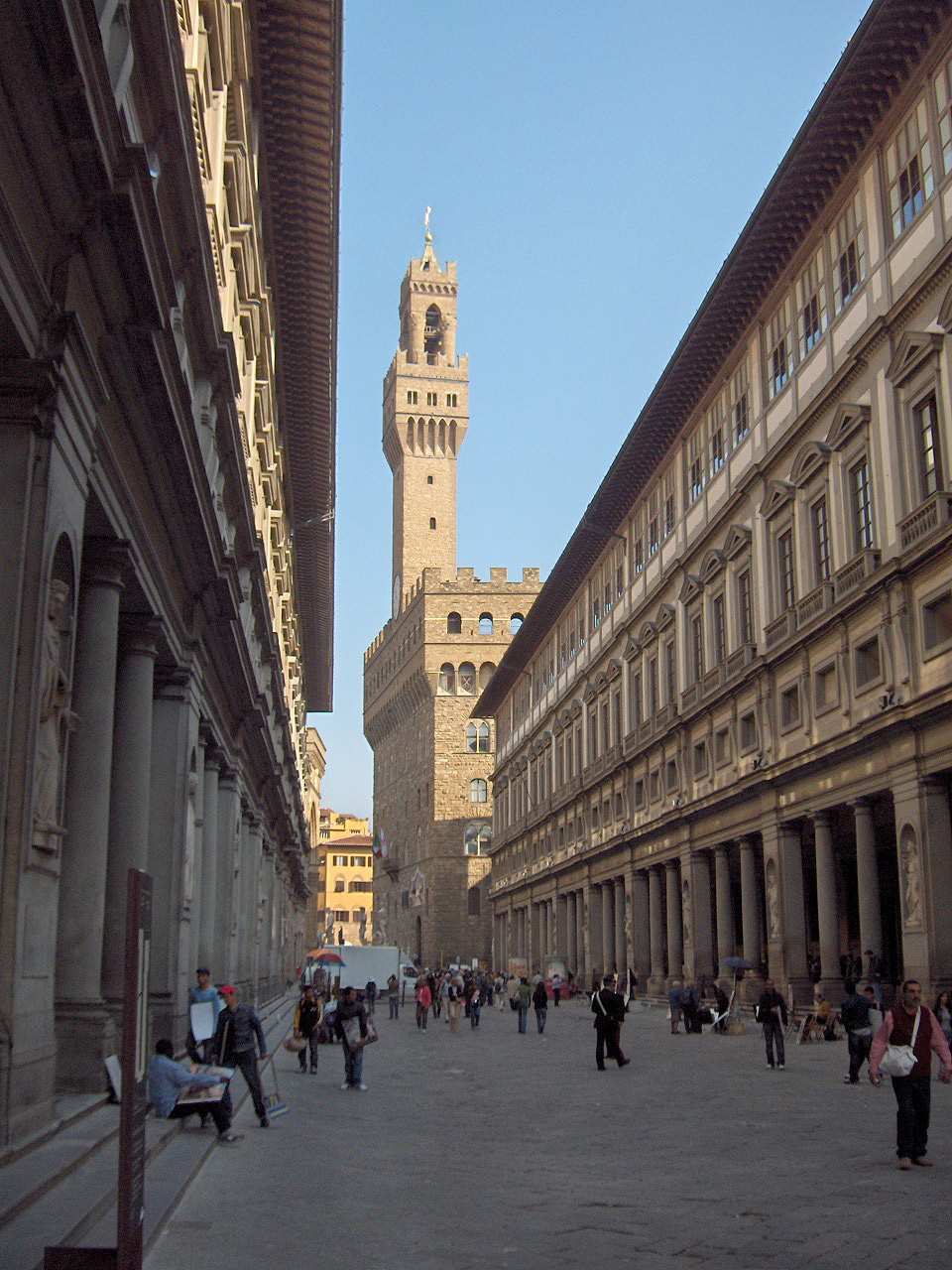
Uffizi en Palazzo Vecchio
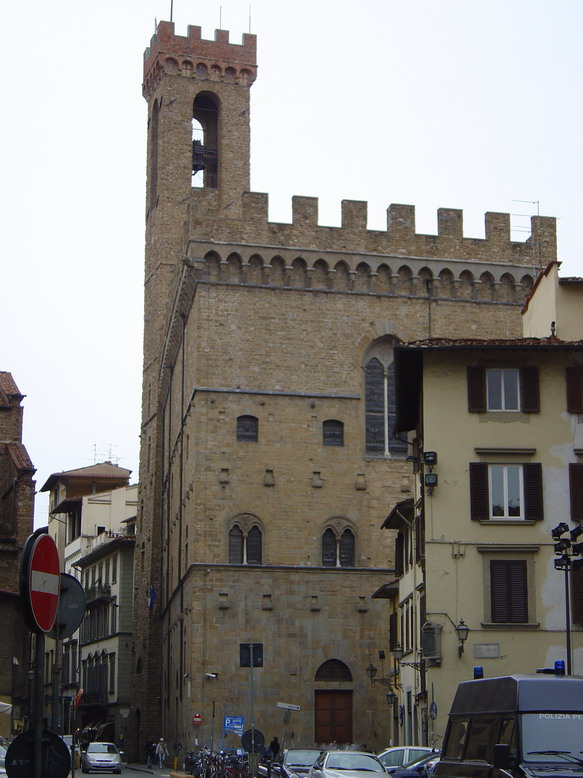
Bargello
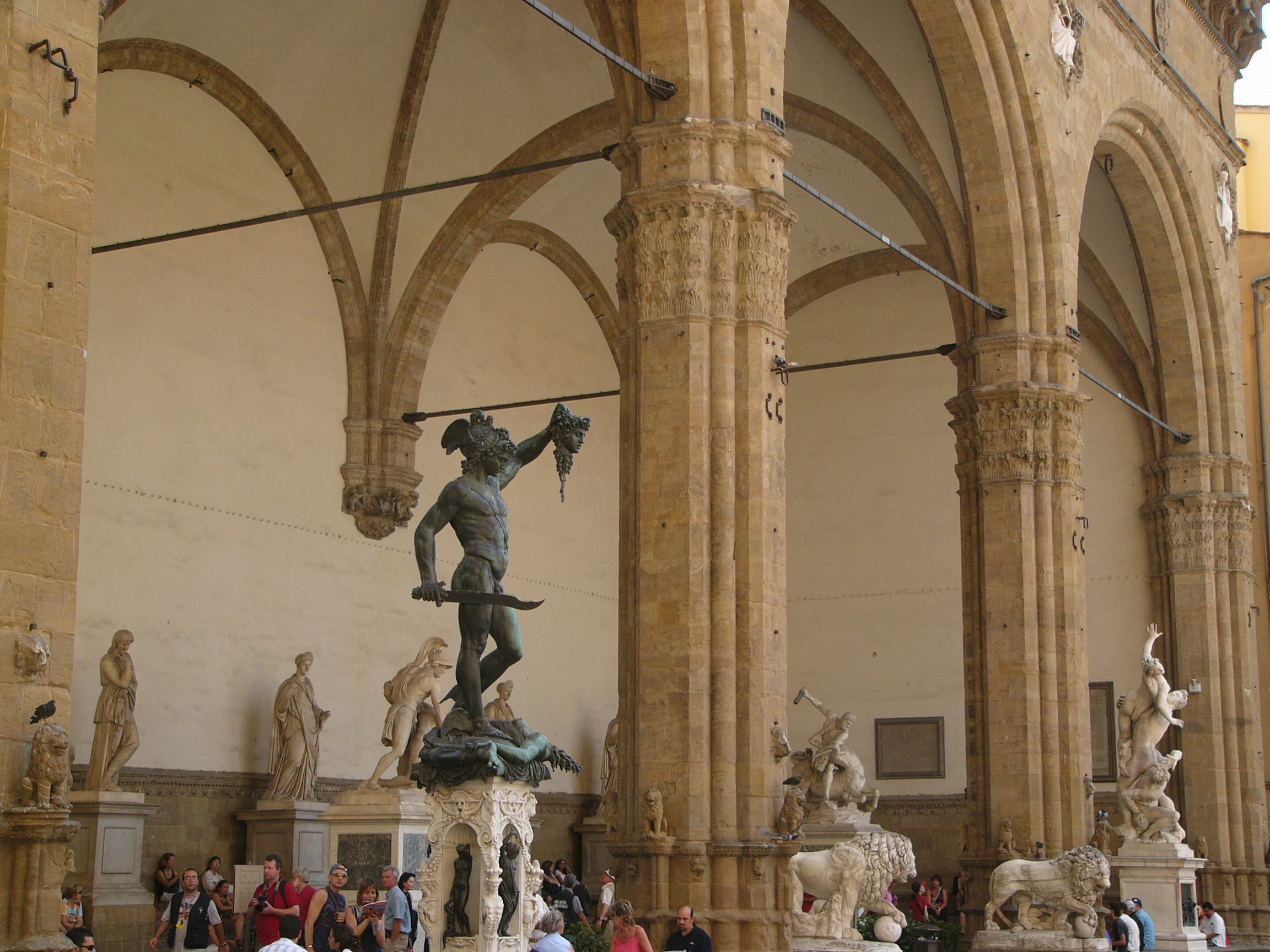
Loggia dei Lanzi

### Evenementen
- Scoppio del Carro op paaszondag
- Festa del grillo op Hemelvaartsdag
- Muzikaal feest in mei en juni
- Calcio storico fiorentino en vuurwerk op het Piazzale Michelangelo op 24 juni

### Keuken
De Florentijnse keuken leunt sterker op de traditie van het eten op het platteland dan op het hogere koken. Net als in de overige delen van Toscane hecht men veel waarde aan het gebruik van eerlijke, weinig bewerkte ingrediënten van hoge kwaliteit. Veel gerechten zijn gebaseerd op vlees. Traditioneel wordt het gehele dier gegeten: zo staan diverse soorten pens (trippa en lampredotto) op het menu en die worden ook verkocht bij stalletjes op straat.
Typische antipasti zijn de crostini toscani, licht geroosterde ronde sneden brood met een pastei op basis van kippenlever, en gesneden rauwe ham (prosciutto) en worstsoorten (salame). De prosciutto wordt in de zomermaanden vaak met meloen gegeten.
Het typisch zoutloze Toscaanse brood wordt in de Florentijnse keuken veel gebruikt, vooral in zijn beroemde soepen: ribollita en pappa al pomodoro en in een salade van brood en verse groenten (panzanella) die vaak 's zomers wordt opgediend.
Het bekendste vleesgerecht is de bistecca alla fiorentina, een soort T-bonesteak van het Chianinarund geroosterd op houtskoolvuur. Vrijwel alle hartige gerechten worden royaal besprenkeld met extra vergine olijfolie.

### Sport
ACF Fiorentina is een voetbalclub in Florence die ontstond uit een fusie tussen Libertas Firenze en CS Firenze. Fiorentina speelt haar thuiswedstrijden in het Stadio Artemio Franchi. Met dit stadion was Florence speelstad bij het WK voetbal van 1934 en 1990 en het EK voetbal van 1968.
In 2013 werd het WK wielrennen in Florence georganiseerd. Florence is vaak etappeplaats geweest in wielerkoers Ronde van Italië. In 2024 vond de eerste Italiaanse start van de Ronde van Frankrijk in Florence plaats. Daar startte een etappe naar Rimini.
Florence Golf Club Ugolino is een golfclub ten zuiden van Florence.

## Verkeer en vervoer
Florence beschikt over een groot treinstation, het Santa Maria Novella niet ver van het Piazza del Duomo. Hier is ook het busstation van de busondernemingen SITA, Copit, CAP en Lazzi. Een ander station is het Campo Di Marte.
Circa vijf kilometer buiten Florence ligt de Aeroporto di Firenze-Peretola.

## Stedenbanden
De stad Florence heeft de volgende stedenbanden
- Athene (Griekenland), sinds 4 september 2002
- Boedapest (Hongarije), sinds 17 mei 2008
- Dresden (Duitsland), sinds 30 mei 1978
- Edinburgh (Verenigd Koninkrijk), sinds 28 mei 1965
- Fez (Marokko), sinds 29 mei 1998
- Isfahan (Iran), sinds 7 september 1961
- Kassel (Duitsland), sinds 11 mei 1905
- Kiev (Oekraïne), sinds 27 juli 1967
- Kyoto (Japan), sinds 22 september 1965
- Koeweit (Koeweit), sinds 29 november 1991
- Nanjing (China), sinds 22 februari 1980
- Nazareth (Israël), sinds 25 maart 1996
- Philadelphia (Verenigde Staten), sinds 11 oktober 1964
- Puebla (Mexico), sinds 19 september 2005
- Reims (Frankrijk), sinds 3 juli 1954
- Riga (Letland), sinds 5 september 2000
- Salvador da Bahia (Brazilië), sinds 30 mei 1991
- Sydney (Australië), sinds 3 augustus 1991
- Tirana (Albanië), sinds 10 januari 2001
- Turku (Finland), sinds 12 februari 1992
- Valladolid (Spanje), sinds 21 januari 2007
- Samarkand (Oezbekistan)

Daarnaast heeft de stad vriendschapsbanden (Patti di amicizia) met:
- Arequipa (Peru), sinds 2009
- Cannes (Frankrijk), sinds 1991
- Gifu (Japan), sinds 1978
- Hebron (Palestina), sinds 2007
- Istanboel (Turkije),sinds 1985
- Jeonju (Zuid-Korea), sinds 2007
- Krakau (Polen), sinds 1985
- Malmö (Zweden), sinds 1989
- Ningbo (China), sinds 2008
- Olomouc (Tsjechië), sinds 1997,
- Porto-Vecchio (Frankrijk), sinds 2007
- Providence (Verenigde Staten), sinds 1998
- Sarajevo (Bosnië en Herzegovina),
- Tallinn (Estland), sinds 2009